# Ri Han-jae
Đây là một tên người Triều Tiên, họ là Ri.
Ri Han-Jae (李 漢宰, sinh ngày 27 tháng 6 năm 1982 ở Kurashiki, Okayama) là một cầu thủ bóng đá CHDCND Triều Tiên thi đấu cho Machida Zelvia, và là đội trưởng của đội bóng ở J2 League.
Anh thi đấu cho CHDCND Triều Tiên ở Vòng loại giải vô địch bóng đá thế giới 2006.

## Vị trí
Vị trí ưa thích của Ri Han-Jae là tiền vệ phòng ngự nhưng anh cũng có thể thi đấu ở tiền vệ chạy cánh phải, tiền vệ phải và thỉnh thoảng hậu vệ phải. Anh từng là một tiền vệ tấn công trung tâm. Sau đó anh chuyển đến FC Gifu, chuyển thành tiền vệ phòng ngự.

## Thống kê sự nghiệp
Cập nhật đến ngày 23 tháng 2 năm 2018.
| Thành tích câu lạc bộ | Thành tích câu lạc bộ | Thành tích câu lạc bộ | Giải vô địch | Giải vô địch | Cúp                   | Cúp                   | Cúp Liên đoàn | Cúp Liên đoàn | Khác    | Khác      | Tổng cộng | Tổng cộng |
| Mùa giải              | Câu lạc bộ            | Giải vô địch          | Số trận      | Bàn thắng    | Số trận               | Bàn thắng             | Số trận       | Bàn thắng     | Số trận | Bàn thắng | Số trận   | Bàn thắng |
| Nhật Bản              | Nhật Bản              | Nhật Bản              | Giải vô địch | Giải vô địch | Cúp Hoàng đế Nhật Bản | Cúp Hoàng đế Nhật Bản | Cúp Liên đoàn | Cúp Liên đoàn | Khác1   | Khác1     | Tổng cộng | Tổng cộng |
| --------------------- | --------------------- | --------------------- | ------------ | ------------ | --------------------- | --------------------- | ------------- | ------------- | ------- | --------- | --------- | --------- |
| 2001                  | Sanfrecce Hiroshima   | J1 League             | 0            | 0            | 0                     | 0                     | 0             | 0             | –       | –         | 0         | 0         |
| 2002                  | Sanfrecce Hiroshima   | J1 League             | 1            | 0            | 4                     | 0                     | 1             | 0             | –       | –         | 6         | 0         |
| 2003                  | Sanfrecce Hiroshima   | J2 League             | 22           | 1            | 4                     | 0                     | -             | -             | –       | –         | 26        | 1         |
| 2004                  | Sanfrecce Hiroshima   | J1 League             | 26           | 1            | 1                     | 0                     | 5             | 0             | –       | –         | 32        | 1         |
| 2005                  | Sanfrecce Hiroshima   | J1 League             | 19           | 1            | 1                     | 0                     | 0             | 0             | –       | –         | 20        | 1         |
| 2006                  | Sanfrecce Hiroshima   | J1 League             | 26           | 2            | 2                     | 0                     | 6             | 0             | –       | –         | 34        | 2         |
| 2007                  | Sanfrecce Hiroshima   | J1 League             | 6            | 0            | 2                     | 0                     | 3             | 0             | 2       | 0         | 13        | 0         |
| 2008                  | Sanfrecce Hiroshima   | J2 League             | 37           | 1            | 4                     | 0                     | -             | -             | 1       | 0         | 42        | 1         |
| 2009                  | Sanfrecce Hiroshima   | J1 League             | 14           | 1            | 2                     | 0                     | 3             | 0             | –       | –         | 19        | 1         |
| 2010                  | Consadole Sapporo     | J2 League             | 2            | 0            | 0                     | 0                     | -             | -             | –       | –         | 2         | 0         |
| 2011                  | FC Gifu               | J2 League             | 9            | 0            | 0                     | 0                     | -             | -             | –       | –         | 9         | 0         |
| 2012                  | FC Gifu               | J2 League             | 32           | 1            | 1                     | 0                     | -             | -             | –       | –         | 33        | 1         |
| 2013                  | FC Gifu               | J2 League             | 12           | 0            | 0                     | 0                     | -             | -             | –       | –         | 12        | 0         |
| 2014                  | Machida Zelvia        | J3 League             | 27           | 1            | 0                     | 0                     | -             | -             | –       | –         | 27        | 1         |
| 2015                  | Machida Zelvia        | J3 League             | 36           | 4            | 0                     | 0                     | -             | -             | 2       | 0         | 38        | 4         |
| 2016                  | Machida Zelvia        | J2 League             | 41           | 1            | 0                     | 0                     | -             | -             | –       | –         | 41        | 1         |
| 2017                  | Machida Zelvia        | J2 League             | 22           | 1            | 0                     | 0                     | -             | -             | –       | –         | 22        | 1         |
| Tổng cộng sự nghiệp   | Tổng cộng sự nghiệp   | Tổng cộng sự nghiệp   | 332          | 15           | 21                    | 0                     | 18            | 0             | 5       | 0         | 376       | 15        |

1Bao gồm Siêu cúp Nhật Bản, J1/J2 playoffs and J2/J3 playoffs.
| Đội tuyển quốc gia CHDCND Triều Tiên | Đội tuyển quốc gia CHDCND Triều Tiên | Đội tuyển quốc gia CHDCND Triều Tiên |
| Năm                                  | Số trận                              | Bàn thắng                            |
| ------------------------------------ | ------------------------------------ | ------------------------------------ |
| 2004                                 | 1                                    | 1                                    |
| 2005                                 | 6                                    | 0                                    |
| Tổng                                 | 7                                    | 1                                    |